# 四王天政孝
四王天 政孝（しおうてん/しほうてん まさたか）は、戦国時代から安土桃山時代にかけての武将、大名。明智光秀の家臣。通称は又兵衞または但馬守を称した。姓は「四王田」ともされる。

## 略歴
丹波国氷上郡柏原庄平井村の人。弟に政実がいるが、別説として政実は政孝の子ともされる。四王天の姓は児玉党の四方田氏に由来する。
織田信長の家臣であった明智光秀が丹波国に入国した前後に、明智氏の配下となった。天正3年（1575年）の織田氏の丹波攻めに参加するが敗退した。同年の越前国攻めや、翌年の石山攻め（石山合戦）などにも兄弟で従軍した。

天正6年（1578年）に赤井直正が病死すると、天正7年（1579年）、政孝は再度丹波に侵攻した明智軍（織田軍）の部将として活動し、氷上郡に入って高見城を落とし、天田郡の鬼ケ城も落とした。八上城攻略時には波多野秀治と政実が格闘し、秀治を捕えたと伝わる。同年8月には赤井氏の居城・黒井城が落城して、光秀は丹波を平定した。
丹波支配を任された光秀は丹波国内の諸将を再度配した。四王天兄弟は福知山城代とされ、政孝は福知山城周辺に1万石の知行を得た。
本能寺の変の際には明智方に加わり、負傷した明智光忠に代わって政孝が織田信忠の籠る二条新御所攻めを指揮した。政実は本能寺で森蘭丸を討ったとされるが、これには異説もあり、政孝とも別の人物ともされる。また、森蘭丸ではなく弟の力丸を討ったとする説もある。
天正10年（1582年）6月13日、山崎の戦いにおいて、政孝は光秀に先んじて戦死した。政実は紀州に逃れ潜伏し、同地の領主となった青木秀以（一矩）に仕えたのち、青木氏の転封に従い各地に移動した。越前国北ノ庄領主だった青木氏が関ヶ原の戦いの結果として改易されると、同地で浪人したが、その後に北ノ庄藩主となった結城秀康に登用された。子孫は福井藩士となった。

## その他
- 江戸時代の浄瑠璃の演目「絵本太功記」では、四王天田島頭（しほうでんたじまのかみ）の役名で登場する。